# Utetheisa mediomaculata
Utetheisa mediomaculata är en fjärilsart som beskrevs av Embrik Strand 1909. Utetheisa mediomaculata ingår i släktet Utetheisa och familjen björnspinnare. Inga underarter finns listade i Catalogue of Life.